# کاترین هوتن
کاترین هوتُن (انگلیسی: Katharine Houghton؛ زادهٔ ۱۰ مارس ۱۹۴۵) هنرپیشه و نمایش‌نامه‌نویس اهل ایالات متحده آمریکا است.
او خواهرزادهٔ هنرپیشه مشهور آمریکایی کاترین هپبورن است.
از فیلم‌هایی که وی در آن نقش داشته‌است، می‌توان به آخرین بادافزار، کینزی، حدس بزن چه کسی برای شام می‌آید و اتان فروم اشاره کرد.